# Tachigali ulei
Tachigali ulei är en ärtväxtart som beskrevs av Hermann August Theodor Harms. Tachigali ulei ingår i släktet Tachigali och familjen ärtväxter. Inga underarter finns listade i Catalogue of Life.